# 韋奧尼胡 (夏威夷州)
韋奧尼胡（英語：Waiohinu）是位於美國夏威夷州夏威夷縣的一個人口普查指定地區。

## 地理
韋奧尼胡的座標為19°04′03″N 155°36′41″W / 19.06750°N 155.61139°W，而該地最高點為海拔高度332米（即1055英尺）。

## 人口
根據2010年美國人口普查的數據，韋奧尼胡的面積為3.50平方千米，均為陸地。當地共有人口213人，而人口密度為每平方千米60人。